# Paul Litjens
Paul Litjens (Loon op Zand, Países Bajos; 9 de noviembre de 1947-13 de diciembre de 2023) fue un jugador neerlandés de hockey sobre hierba que jugó en la posición de delantero.

## Carrera

### Club
| Periodo   | Club           |
| --------- | -------------- |
| 1966-1970 | MHC Uden       |
| 1971-1974 | ZHC de Kraaien |
| 1975-1983 | HC Krampong    |

### Selección nacional
Jugó para Países Bajos en 177 ocasiones de 1970 a 1981 y anotó 268 goles; lo cual era el récord de partidos y goles con la selección nacional hasta 2004. Ganó la Copa Mundial de Hockey Masculino de 1973 y la Champions Trophy de 1981; además de participar en dos ocasiones en los Juegos Olímpicos.

## Logros

### Selección nacional
- Copa Mundial de Hockey Masculino (1): 1973
- Champions Trophy (1): 1981

### Individual
- Embajador de Rucanor.[4]
- Goleador en la Champions Trophy de 1981.
- Goleador en Hockey en los Juegos Olímpicos de Montreal 1976.[5]